# Oder-Weichsel-Dnjester-Kanal
Der Oder-Weichsel-Dnjester-Kanal war ein geplantes Kanalbauprojekt Österreich-Ungarns, welches über das Planungsstadium nicht hinauskam. Der Kanal sollte die Flüsse Oder, Weichsel und Dnjester mit einer künstlichen Wasserstraße verbinden und insbesondere der Industrialisierung der wirtschaftlich unterentwickelten Provinzen Galizien und Bukowina dienen. Der Bau des Kanals wurde durch das österreichische Abgeordnetenhaus am 1. Juni 1901 durch eine Gesetzesvorlage beschlossen.